# Sherco
Sherco es un fabricante de motocicletas español y francés, especializado en trial y enduro.

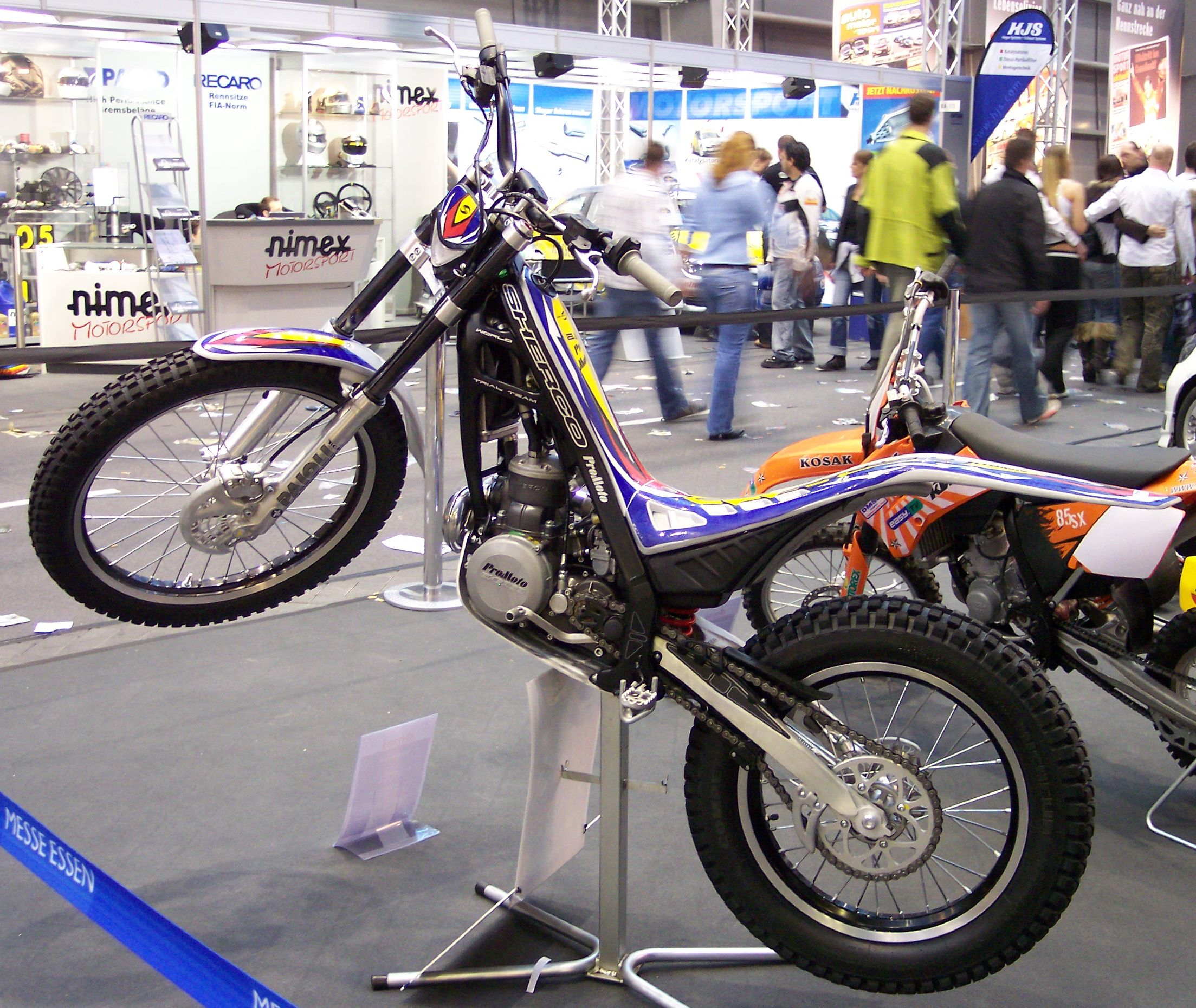
Una Sherco de trial: Sherco 2.9

La compañía fue fundada en 1998 y actualmente cuenta con dos plantas de producción. En la factoría de Caldes de Montbui, España, se construyen las motocicletas de trial y en Nimes, Francia, se fabrican las motos de enduro y supermoto.